# Goldmanteltamarin
Der Goldmanteltamarin oder Dreifarbentamarin (Leontocebus tripartitus, Syn.: Saguinus tripartitus) ist eine Primatenart aus der Familie der Krallenaffen (Callitrichidae). Er wird manchmal als Unterart des Braunrückentamarins angesehen.

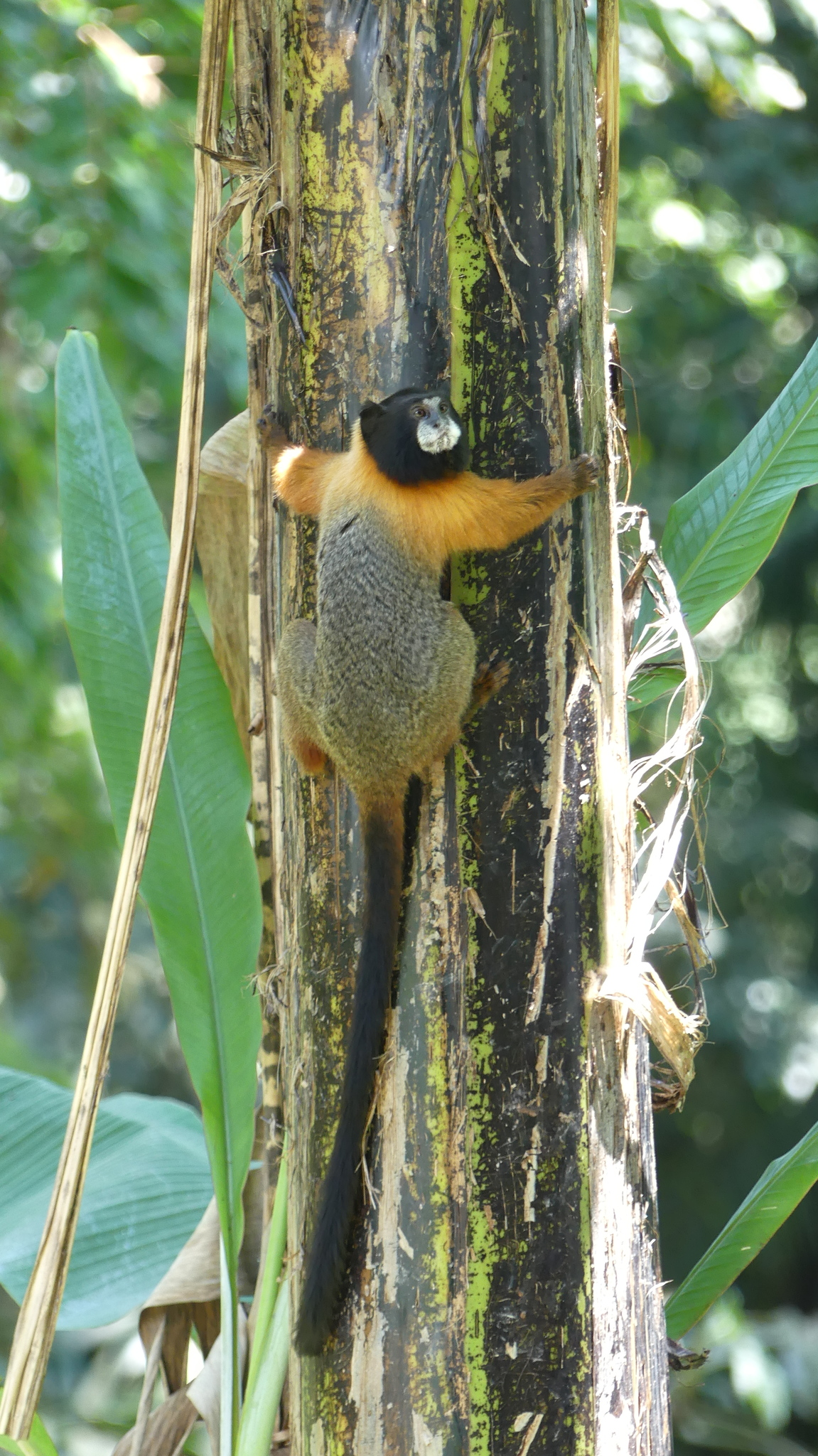
Goldmanteltamarin

## Merkmale
Goldmanteltamarine sind wie alle Tamarine relativ kleine Primaten, sie erreichen eine Kopfrumpflänge von bis zu 24 Zentimetern, wozu noch ein 31 bis 34 Zentimeter langer Schwanz kommt. Der Kopf dieser Tiere ist schwarz gefärbt, die Schnauze ist weiß oder hellgrau. Die Schultern und die Vorderbeine sind leuchtend orange-gelb, der hintere Teil des Rumpfes ist grau. Die Pfoten sind ebenfalls grau, wie bei allen Krallenaffen befinden sich an den Fingern und Zehen (mit Ausnahme der Großzehe) Krallen statt Nägel. Der lange Schwanz ist schwarz gefärbt.

## Verbreitung und Lebensraum
Goldmanteltamarine sind im westlichen Amazonasbecken in Südamerika beheimatet, ihr Verbreitungsgebiet liegt südlich des Río Napo im östlichen Ecuador und im nördlichen Peru. Lebensraum dieser Art sind tropische Regenwälder.

## Lebensweise
Wie alle Tamarine sind sie tagaktive Baumbewohner und bewegen sich auf allen vieren oder springend fort. Sie leben in Gruppen von 4 bis 8 Tieren. Wenn es mehrere ausgewachsene Weibchen in einer Gruppe gibt, übernimmt eines die dominante Rolle. Es ist dann das einzige, das sich fortpflanzt und paart sich dabei mit allen Männchen der Gruppe. Wie bei den meisten Krallenaffen überwiegen Zwillingsgeburten und alle Tiere der Gruppe – einschließlich der Männchen – kümmern sich um den Nachwuchs.
Goldmanteltamarine sind Allesfresser, die sich von Insekten, Früchten und Nektar ernähren.

## Systematik
Erst in den 1980er-Jahren wurde dem Goldmanteltamarin der Status einer eigenen Art zuerkannt, Grundlage für diese Entscheidung war, dass man glaubte, dass Goldmantel- und Braunrückentamarine im Gebiet nördlich des Rio Napo sympatrisch sind, also gemeinsam vorkommen. Diese Sympatrie wird heute angezweifelt (es gibt keine Belege, dass Goldmanteltamarine nördlich des Rio Napo vorkommen).

## Gefährdung
Bislang ist das Verbreitungsgebiet der Goldmanteltamarine vom Menschen weitgehend unberührt, die Entdeckung von Erdölvorkommen könnte das jedoch ändern. Die IUCN befürchtet, dass die Gesamtpopulation in den nächsten drei Generationen (18 Jahren) um 25 % zurückgehen wird und listet die Art daher als „gering gefährdet“ (near threatened).